# Resistina

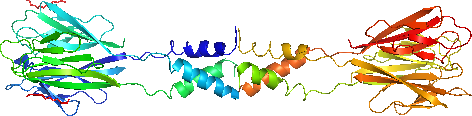
Estructura cristalográfica de un hexámero de la resistina de un ratón

La resistina es una hormona polipeptídica rica en cisteína secretada por el tejido adiposo de ratones y ratas. En los demás mamíferos, al menos en los primates, los cerdos y los perros, la resistina es secretada por células inmunes y epiteliales. La resistina también se conoce como CEBPE precursora de la proteína secretora rica en cisteína[1] encontrada en la zona inflamada 3 (FIZZ3), o “factor secretor específico de adipocito” (ADSF). La longitud de la resistina pre-péptido en el ser humano es de 108 aminoácidos (en el ratón y la rata es de 114 aa); el peso molecular es de ~12.5 kDa. Entre las proteínas sintetizadas y soltadas del tejido adiposo (adiponectina, angiotensina, estradiol, IL-6, leptina, PAI-1, TNF- α), la resistina es una citoquina cuyo papel fisiológico ha sido el sujeto de mucha controversia respecto a su participación en la obesidad y la diabetes mellitus tipo 2 (T2DM).

## Descubrimiento
Fue descubierta en 2001 por el grupo del Dr Mitchell A. Lazar de la Escuela de Medicina de la Universidad de Pensilvania. Fue llamada "resistina" por la observada resistencia a la insulina en ratones con insulina inyectada. La resistina fue encontrada para ser producida y soltada del tejido adiposo para realizar funciones endocrinas implicadas en la resistencia a la insulina. La idea primaria proviene de estudios que demuestran que los niveles de resistina en el suero aumentan con la obesidad en numerosos modelos de sistemas (humanos, ratas, y ratones). Desde estas observaciones, investigación adicional ha relacionado la resistina a otros sistemas fisiológicos como la inflamación y la homeostasis energética.
Este artículo discute la investigación actual que propone ligar la resistina a la inflamación y la homeostasis energética, incluida su presunta implicación en la resistencia a la insulina en sujetos obesos.

## Inflamación
La inflamación es la primera respuesta inmune innata a la infección o irritación resultante de la acumulación de leucocitos (neutrofilos, mastocitos, etc.) y su secreción de inflamadores, sustancias químicas como la histamina, la prostaglandina y las citoquinas pro-inflamadoras. Tal y como se ha citado previamente, se ha descubierto recientemente que la resistina también participa a la respuesta inflamatoria.
Un nuevo dato refuerza la idea del perfil inflamatorio de la resistina. Se ha descubierto que incrementa los eventos trancripcionales, conduciendo a un incremento de la expresión de varias citoquinas pro-inflamatorias, incluyendo (no limitado a) la interleucina 1 (IL-1), la interleucina 6 (IL-6), la interleucina-12 (IL-12) y el factor α de necrosis tumoral mediado por la NF- κB. También, se ha demostrado que la resistina regula la molécula-1 de adhesión intracelular (ICAM1), la molécula de adhesión vascular (VCAM1) y la citoquina CCL2, las cuales se ocupan de las vías quimiotácticas implicadas en el reclutamiento de leucocitos para los puntos de infección. La misma resistina puede ser regulada por interleucinas y también por antígenos microbianos como los lipopolisacáridos, que son reconocidos por los leucocitos. El conjunto de todos los resultados mencionados sugiere que la resistina puede ser una conexión en la bien conocida asociación entre la inflamación y la resistencia a la insulina. En este sentido, la resistina ha sido reconocida como un elemento que contribuye a dicha resistencia.
En coherencia, si la resistina sirve verdaderamente como una conexión entre la obesidad y la Diabetes Mellitus Tipo 2 (T2DM), al mismo tiempo que contribuye a la respuesta inflamatoria, entonces deberíamos observar también un incremento proporcional en la inflamación crónica asociada con la obesidad y la resistencia a la insulina. De hecho, datos recientes han mostrado que esta posibilidad es real al demostrar una correlación positiva entre obesidad, resistencia a la insulina e inflamación crónica, la cual se cree que está dirigido en parte por las señales de la resistina. Esta idea ha sido puesta en duda por un estudio que ha señalado que los niveles aumentados de resistina en pacientes con enfermedad renal crónica están asociados con una disminución de la función renal y la inflamación, pero no con la resistencia a la insulina. A pesar de ello, si se mira la resistina y la respuesta inflamatoria se puede concluir que verdaderamente incorpora características de una citoquina pro-inflamatoria, y que podría actuar como un elemento clave en las enfermedades inflamatorias, asociadas o no, a la resistencia a la insulina.

## La obesidad y la resistencia a la insulina

### Argumentos a favor
Gran parte de las hipótesis desarrolladas acerca del papel de la resistina en el metabolismo de la energía y el T2DM, se han derivado de estudios que muestran una correlación fuerte entre esta y la obesidad. La creencia subyacente entre los que apoyan esta teoría es que los niveles de la resistina sérica aumentan al incrementarse la adiposidad. En la misma línea, se ha encontrado que los niveles de resistina sérica disminuyen como consecuencia del descenso del tejido adiposo que ocurre tras el tratamiento médico. Específicamente, la adiposidad central (el tejido adiposo acumulado en la cintura) parece ser la región anatómica que principalmente contribuye al aumento de la resistina sérica. Este hecho asume la existencia de implicaciones significativas en la bien conocida conexión entre la obesidad central y la resistencia a la insulina; peculiaridades señaladas del T2DM.
Aunque parezca que aumentan los niveles de resistina con la obesidad, ¿podemos concluir entonces que tales aumentos de resistina sérica son responsables de la resistencia a la insulina aparentemente asociada al incremento de la adiposidad? Muchos investigadores en sus respectivos estudios han demostrado que este es el caso, encontrando una correlación positiva entre los niveles de resistina y la resistencia a la insulina. Este descubrimiento fue ampliamente demostrado por estudios que confirman una directa correlación entre los niveles de resistina y los sujetos con diabetes tipo 2. Si los niveles de resistina son proporcionales a la resistencia a la insulina unida a la diabetes de tipo 2, fabricar fármacos que específicamente fijan como objetivo cascadas que llevan a disminuir la resistina sérica en sujetos con diabetes de tipo 2 seguramente dará inmensos beneficios terapéuticos.

### Argumentos en contra
La gran cantidad de evidencias que apoyan la teoría que relaciona la resistina con la obesidad y la diabetes de tipo 2 es amplia y seguramente seguirá creciendo. Sin embargo, esta teoría carece del soporte de la comunidad científica en su totalidad puesto que continúan emergiendo estudios con evidencias contradictorias. Estos estudios encontraron significativamente una disminución de concentraciones séricas de resistina con el aumento de adiposidad, sugiriendo que no sólo la resistina es regulada a la baja en sujetos obesos sino que también es un candidato poco probable para relacionar la obesidad con la diabetes de tipo 2. También se han presentado datos que contradicen la idea de que la pérdida de peso coincide con la disminución de concentración de resistina sérica, argumentando que en realidad la concentración aumentaba. La mayor parte de los hallazgos publicados por grupos contrarios a la teoría de la resistina son exactamente opuestos a lo observado por los defensores de la teoría. La idea de que la resistina vincula la obesidad con la diabetes de tipo 2 está aún bajo investigación ya que los últimos estudios han confirmado una amplia expresión de resistina en varios tejidos y no solo en aquellos característicos de la obesidad como los adipocitos.
Con casi tantos científicos contrarios a la teoría como científicos partidarios, la probabilidad de que la resistina sea considerada clave en el vínculo entre obesidad y diabetes de tipo 2 en un futuro cercano es muy baja. La medida a la que estos dos puntos de vista se oponen entre sí plantea dudas sobre la sincronía de la metodología utilizada en estos grupos respectivos que dieron lugar a resultados polarmente opuestos. No es sorprendente, sin embargo, que un descubrimiento que une a la obesidad con la diabetes de tipo 2 a través de vías mediadas por la resistina no se quede sin respuesta en un mundo científico altamente competitivo. No obstante, sí podemos concluir que en este gran debate yace suficiente evidencia para apoyar la idea de que la resistina tiene algún tipo de papel no completamente definido en la homeostasis energética, al mismo tiempo que demuestra las propiedades que ayudan a incitar a las respuestas inflamatorias a los focos de infección.

## Estructura
La resistina tiene una alta identidad de secuencia (43% en una proteína madura). Sus estructuras cristalinas presentan una composición atípica de varias subunidades que están unidas mediante enlaces no covalentes que permiten su estructura. Cada subunidad contiene un c-terminal con enlaces disulfuros rico en conformidades beta, i un segmento n-terminal con conformación hélice alfa. Los segmentos con conformación hélice alfa están asociados formando tres colas y la superficie expuesta al exterior se une a los otros hexámeros mediante la formación de enlaces disulfuros. La conformación globular de la resistina contiene cinco enlaces disulfuros (Cys35-Cys88, Cys47-Cys87, Cys56-Cys73, Cys58-Cys75, and Cys62-Cys77). Esto sugiere que el modelo de los enlaces disulfuro está presente.
La cadena de puentes disulfuro de la resistina i RELMß son altamente solubles cuando son expuestos, desde 84.6% a 89.5%. Una media de la solubilidad es de 9.9% i de 16.7% para 1.209 enlaces disulfuros intercatenarios. Así mismo, los enlaces disulfuros más externos que interaccionan con otras proteínas son las interacciones de la resistina de más resolución. 
En el experimento realizado por el Departamento de Bioquímica i Biofísica Molecular de la Columbia University (New York), decidieron ampliar la importancia biológica de la estructura multimérica, y de la estructura del hexámero con sus enlaces disulfuros en particular. El equipo analizó la presencia del hexámero y de las otras formas de resistina. Inyectaron una resitina modelo y Cys6Ser mutado durante un estudio pancreático para determinar sus efectos en el ratón y su bioactividad. La Cys6Ser mutada fue mucho más potente a bajas concentraciones y tuvo más efecto que la resistina modelo a altas concentraciones. Este resultado sugiere que procesar con enlaces disulfuros puede reflejar una alta actividad. El resultado también sugiere que tanto la Cys6Ser mutada como la resistina actúan en el hígado. 
Ramachandran Plot 